# Portal a la Prenyanosa
El Portal a la Prenyanosa és una obra al municipi de Cervera (Segarra) protegida com a Bé Cultural d'Interès Local.

## Descripció
Dins del nucli de la Prenyanosa, trobem un portal adovellat clàssic, que ens remet a una construcció de finals del segle XVI o bé del segle XVII, molt present sobre tot en l'arquitectura civil. Com en la majoria dels casos, es resol amb preferència per l'arc de mig punt, segons el tipus de grans dovelles amb obertura proporcionada per dos radis de llum per tres d'alçada total. Està format per dotze dovelles i la clau.